# 드완다 와이즈
더완다 와이즈(DeWanda Wise)는 미국의 배우이다.

## 출연 작품

### 영화
- 프레셔스 (2009)
- How to Tell You're a Douchebag (2016)
- 썸원 그레이트 (2019, Someone Great)
- 아빠가 되는 중 (2021) - 스완 역
- 더 하더 데이 폴 (2021)
- 쥬라기 월드: 도미니언 (2022) - 케일라 와츠 역
- 이매지너리 (2024)

### 텔레비전
- 로앤오더: 뉴욕 특수수사대 (2007)
- 원 라이프 투 리브 (2008)
- 언유주얼즈 (2009)
- 굿 와이프 (2011)
- 로앤오더: 성범죄 전담반 (2011)
- 보드워크 엠파이어 (2011)
- 멘탈리스트 (2014)
- Shots Fired (2017)
- 인베이션 (2021)